# Feketevégű lágybogár
A feketevégű lágybogár (Rhagonycha fulva) a rovarok (Insecta) osztályának a bogarak (Coleoptera) rendjéhez, ezen belül a mindenevő bogarak (Polyphaga) alrendjéhez és a lágybogárfélék (Cantharidae) családjához tartozó faj.

## Elterjedése
A feketevégű lágybogár elterjedési területe egész Európa Dél-Skandináviáig, keleten a Kaukázusig. A síkságoktól 1000 méter magasságig előfordul.
Magyarországon mindenütt nagyon közönséges.

## Megjelenése
A feketevégű lágybogár 7-11 milliméter hosszú, okkerbarna vagy sárga színű bogár, csak a szárnyfedőinek vége, a tapogatói és csápja az első csápíz végétől fekete.. Szemei kiugrók, oldalt helyezkednek el, előtora hosszabb, mint széles, oldalai egyenesen keskenyednek. A szárnyfedők nem takarják el teljesen a potrohot, csúcsa mindig látható. Pontos meghatározása nem könnyű, mivel a Rhagonycha nemnek csupán Közép-Európában 16 faja ismert. A biztos azonosítás csupán az ivarszervek vizsgálata alapján lehetséges.

## Életmódja
A feketevégű lágybogár virágos rétek lakója, ahol a vadkömény, a murok, a podagrafű, az angyalgyökér és sok más növény virágain figyelhetjük meg. Az imágók és a lárvák ragadozó életmódot folytatnak, és főleg káros rovarokat pusztítanak.

## Szaporodása
A feketevégű lágybogár szaporodása a suszterbogáréhoz hasonló.